# Wilhelm Wenk
Wilhelm (Willi) Wenk (* 11. April 1890 in Riehen; † 5. November 1956 in Winterthur; heimatberechtigt in Riehen) war ein Schweizer Maler, Holzschneider und Zeichenlehrer.

## Leben und Werk
Willi Wenk, Sohn des Bäckerehepaars Wilhelm Wenk und Anne Marie Wenk-Löliger, wuchs in Riehen auf und studierte nach einer Schreinerlehre an der Akademie der Bildenden Künste München und war ein Schüler von Peter Halm.
1914 wurde Wenk in den Aktivdienst eingezogen. Nachdem er 1916 das eidgenössische Zeichenlehrerpatent erworben hatte, unternahm er Studienreisen nach Schweden, Norwegen, Dalmatien, Italien, Griechenland, Südfrankreich und Paris.
Wenk erhielt 1919 und 1928 ein Eidgenössisches Kunststipendium.
Er heiratete 1921 Elise, geborene Zimmermann. Zusammen hatten sie eine Tochter (* 1927). Ab 1926 lebten sie in Riehen, wo sie sich von Paul Artaria und Hans Schmidt ein Atelierhaus bauen liessen. Wenk war u. a. mit Otto Roos befreundet.
Von 1939 bis 1954 erteilte Wenk an verschiedenen Basler Schulen Zeichenunterricht.
Nebst seinen vielen Landschaftsdarstellungen schuf Wenk Holzschnitte, die er in erster Linie den Bauern, Handwerkern und Arbeitern widmete. Wenk war ein Mitbegründer der Schweizer Sektion von XYLON.
1951 wurde Wenk als Parteiloser in den Gemeinderat von Riehen gewählt.